# 堀内清治
堀内 清治（ほりうち きよはる、1925年7月8日 - 2008年3月24日）は、日本の建築史学者。熊本大学名誉教授。日本建築学会名誉会員。
三重県阿山郡上野町（伊賀上野、現・伊賀市）出身。日本における世界的水準の西洋建築史研究の推進において顕著な学術的業績による西洋建築史研究のパイオニアかつくまもとアートポリス・アドバイザーとして活躍し九州の文化財建造物の保存および町づくりの発展に対して大きな社会的貢献を果たしたことが特筆される。

## 人物
明治期における日本の近代建築はその開始にあたっては19世紀の西洋折衷主義建築様式の導入を近代化にあたっての主軸としたので、西洋建築史の体系と様式スタイルの幅広い理解が建築史家と建築家の主要な役割となるが、多くは同一人物が両方の役割を兼ねていた。このため初期の西洋建築史研究は哲学的・建築論的解釈による受容に比重がかかりがちであったが、やがて日本建築史研究の方法的蓄積の上に立って西洋建築の第一次資料に自らあたり、堀内は日本から外部ならではの西洋への視点を有効に提示し、地中海建築に関する世界的権威者となった先導的研究者となっていく。
こうした地中海建築研究の大きな業績と存在感が他の社会的活動の源泉になり、地域の活動、熊本県や熊本市の文化財専門委員とその委員長を長く務め、熊本における建築文化財の保存修復活動にも顕著なものがある。例えば赤煉瓦造の熊本地方裁判所保存運動や、明治の西洋式の港である三角西港の保存整備などに尽力した。特に日本建築学会九州支部歴史意匠委員長在任中は、九州の建築史・意匠系研究者のリーダーとして、九州各地の建築文化財保存を通じた町づくりに大きく貢献。
そして、熊本アートポリスのアドバイザーの役割として、特に顕著な貢献では運動自体が1993年に日本建築学会文化賞を受賞し、参加作品の多くが日本建築学会賞（作品）など内外の賞を受賞するなど、国内外の建築界での評価が高く、熊本の建築文化のみならず日本の建築界の発展に果たした役割は計り知れないが、アドバイザーとしてこの事業の発展を強く推進するのみならず、県民によく理解され定着するよう努力し、運動の後見人としてその発展に顕著な役割を果たしている。

## 経歴
1945年に旧制第一高等学校を卒業し、東京大学第二工学部に進学。卒業後の1954年、東京大学助手となる。1950代から60年代にかけての日本の本格的な海外調査として最初の東京大学の考古学調査隊（東大イラン・イラク遺跡調査団）に毎年参加する。そして主要メンバーの一人としてテル・サラサート遺跡 (Telul eth-Thalathat) などの遺跡発掘調査を基盤とした建築学研究を進め、これにより建築の誕生と都市の起源に関わる西アジア建築研究の基礎を築き日本からの西洋建築史研究に対する基本的視座を獲得したといえると同時に、成果を『ターク・イ・ブスターン』（東京大学イラク・イラン遺跡調査団報告書）として刊行。
その後1960年熊本大学工学部助教授として赴任後は西洋建築史研究に地中海という地域的概念を導入し「地中海建築」を提唱。1965年、熊本大学工学部教授となる。
1969年、熊本大学環地中海遺跡調査団（第一次）を自ら中心となって組織し、1970年には北アフリカ地域、1971年、熊本大学環地中海建築調査団（第二次）は、中近東からギリシアに至る地域を現地調査。1972年にも現地調査を行うことで地中海建築の概念を構築し検証。この調査はどちらも約半年をかけた長期のもので、古代ギリシア・ローマの遺跡を中心に数千枚に及ぶ建築遺跡の写真と測量図が作成収集され、この分野の世界的な基本資料となっている。また調査結果は「地中海建築全三巻」として日本学術振興会から刊行され、熊本大学環地中海遺跡調査団として1981年に日本建築学会賞（業績）を受賞している。1987年には国土庁長官賞を受賞。
1991年退官、熊本工業大学教授。1993年、日本建築学会文化賞を受賞。2003年、勲三等旭日中授章を受章。
没後の2009年に西洋建築史学に対する顕著な業績と九州の建築および熊本アートポリスへの多大の貢献で、日本建築学会賞大賞を受賞。

## 著書
- 『石の建築』（美術出版社、1958年）
- 『地中海建築』（SD編集部、鹿島出版会、1971年）
- 『地中海古代都市における公共建築の研究』[7][8]（1987年、熊本大学工学部）

その他
- 『景観づくりを考える』（技報堂出版、1989）、共著
- ジョン・ジュリアース・ノリッジ編『大図説 世界の建築』小学館、1977年

第13回日本翻訳出版文化賞 (平松)受賞。飯田喜四郎、桐敷真次郎と日本語版監修
- シートン・ロイド／ハンス・ヴォルフガンク・ミュラー『エジプト・メソポタミア建築　図説世界建築史2』本の友社、1997年。全16巻
- 『ギリシア・ローマ　世界の建築2』（責任編集、学習研究社、1982年）、全8巻
- 『古代オリエント・古代アメリカ　世界の建築1』（責任編集、学習研究社、1983年）